# Сибард Ангулемский
Сибард (504 год — 581 год) — святой затворник Ангулемский. День памяти — 1 июля.
Святой Сибард (фр. Cybard, лат. Eparchius) был монахом, который оставался затворником в течение 44 лет в пещере, расположенной под стенами Ангулема в VI веке. Иногда его имя встречается в форме Эпарш (фр. Éparche) и разнообразных искажениях: коммуна Сент-Ибар в Арьеже обязана ему своим именем.
Он был по происхождению из Перигора и, вероятно, родился в Тремолате (фр., иногда пишут Тремолак). Был рукоположен во священника Аптоном III (Aptone III), епископом Ангулемским, в 542 году.
Над пещерой святого после его смерти был построен монастырь Сен-Сибар (фр.). Ему посвящены церкви в Ла-Рошфуко, недалеко от Ангулема, и в самом Ангулеме. Он является покровителем Ангулемской епархии.
Святой Сибард дал своё имя французским муниципалитетам в прежней Аквитании: Монморо-Сен-Сибар (Шаранта), Сен-Сибар (Дордонь), Сен-Сибар (фр., Жиронда), Сент-Ибар (Коррез), Сен-Ибар (Арьеж), Сен-Сибардо (Шаранта).